# Phyllothelys werneri
Phyllothelys werneri es una especie de mantis de la familia Mantidae.

## Distribución geográfica
Se encuentra en China y Taiwán.